# Otacilia anfu
Espèce
Otacilia anfu est une espèce d'araignées aranéomorphes de la famille des Phrurolithidae.

## Distribution
Cette espèce est endémique du Jiangxi en Chine,. Elle se rencontre dans le xian d'Anfu.

## Description
Le mâle holotype mesure 2,84 mm et la femelle paratype 2,97 mm.

## Systématique et taxinomie
Cette espèce a été décrite par Liu en 2023.

## Étymologie
Son nom d'espèce lui a été donné en référence au lieu de sa découverte, le xian d'Anfu.

## Publication originale
- Liu, Jiang, Xiao, Liu & Xu, 2023 : « Three new species of Otacilia Thorell, 1897 (Araneae, Phrurolithidae) from South China. » ZooKeys, vol. 1180, p. 129-144 (texte intégral).